# Dragonette
Dragonette è un gruppo musicale formatosi a Toronto, in Canada, nel 2005.

## Carriera
La solista, Martina, e il bassista, Dan Kurtz, si incontrarono ad un concerto. Lì cominciò a crescere una grande amicizia, tanto che i due decisero di formare una band, denominata The Fuzz, senza pubblicare nulla.
Il trio Dragonette si formò nel 2005 quando al duo si aggregò il chitarrista Simon Craig. Qualche settimana dopo la formazione, il gruppo pubblicò un EP intitolato Dragonette e firmò un contratto che li legava alla Mercury Records e all'Universal Music Group.
Lasciato il Canada, il gruppo si trasferì a Londra, per la registrazione del primo album, intitolato Galore, promosso anche in un tour nel Regno Unito come supporter per i Sugababes e i Basement Jaxx.
Dopo meno di un anno il chitarrista Simon Craig decise di lasciare la band, sostituito da Will Stapleton. Con questa formazione nel 2007 la band realizzòun il singolo I Get Around, che non andò oltre la novantaduesima posizione nelle chart, deludendo così l'intera band. Nello stesso anno pubblicarono un secondo singolo, Take It Like a Man, che fece peggio del primo, non entrando nemmeno nella top 100 (raggiunse la 112ª posizione). Anche il terzo singolo Competition, pubblicato nel 2008 non ebbe successo, non entrando nemmeno nelle chart. Questa serie di insuccessi fu alla base dell'abbandono del gruppo anche da parte di Will Stapleton, sostituito da un nuovo chitarrista, Cris Hugget.
Nel 2009 il gruppo pubblicò il suo secondo album Fixin to Thrill, da cui furono estratti i singoli Fixin to Thrill e Pick Up the Phone, che raggiunse la 28ª posizione della classifica inglese. Subito dopo, anche Cris Hugget lasciò il gruppo, a cui si unì il batterista Joel Stouffer.
Nel 2010 la band ha pubblicato altri due singoli, Easy e Our Summer.

## Formazione

### Formazione attuale
- Martina Sorbara - voce
- Dan Kurtz - basso
- Joel Stouffer - Batteria

### Ex componenti
- Simon Craig (2005)
- Will Stapleton (2006-2008)
- Cris Hugget (2009)

## Discografia

### Album
- 2007 – Galore
- 2009 – Fixin to Thrill
- 2012 – Bodyparts
- 2016 – Royal Blues
- 2022 - Twennies

### EP
- 2005 – Dragonette EP

### Singoli
- 2006 – I Get Around
- 2007 – Take It Like a Man
- 2010 – Hello (con Martin Solveig)
- 2011 – Big in Japan (con Martin Solveig feat. Idoling)
- 2012 – Let It Go
- 2012 – Live in This City
- 2012 – Merry Xmas (Says Your Text Message)
- 2013 – My Legs (Remixes)
- 2014 – Outlines  (con Mike Mago)
- 2015 – One Night Lover (DJ Tonka Mixes) (con Paul Harris)
- 2016 – Lonely Heart
- 2016 – Feel This Way (con Philip George)
- 2017 – Awake (con Sonny Alven)
- 2018 – Tokyo Nights (con Digital Farm Animals e Shaun Frank)
- 2021 – Summer Thing (con Sunnery James & Ryan Marciano e Cat Dealers, feat. Bruno Martini)

### Collaborazioni
- 2009 – Boys & Girls (Martin Solveig feat. Dragonette)
- 2010 – Animale (Don Diablo feat. Dragonette)
- 2010 – Fire In Your New Shoes (con Kaskade)
- 2015 – The Best (con Lenno)
- 2015 – One Night Lover (DJ Tonka Mixes) (con Paul Harris)
- 2017 – Leave A Light On (con Plastic Plates)